# Ape continentale
Apele continentale cuprind apele subterane și apele de suprafață.

## Apele subterane
Forța de gravitație face ca o mare parte din apa ploilor și a râurilor să se infiltreze în scoarță prin porii și crăpăturile rocilor permeabile. Mișcarea apei printre porii acestor roci continuă până în momentul în care întâlnește un strat de rocă impermeabilă (argilă), moment în care începe să se acumuleze umplând porii rocilor ca pe cei ai unui burete. Astfel se formează apele subterane, care sunt de mai multe feluri:
- de mică adâncime (freatice)
- de mare adâncime (captive)
- izvoare si rauri

## Apele de suprafață
- curgătoare: 
  - permanente
  - temporare
- stătătoare: 
  - lac
  - baltă
  - mlaștină

Ape curgătoare sunt izvorul, râul și fluviul.
Ape stătătoare sunt lac, baltă și mlaștină.